# TNFRSF10C
TNFRSF10C (англ. tumor necrosis factor receptor superfamily, member 10C) — мембранный белок, рецептор из надсемейства рецепторов факторов некроза опухоли. Продукт гена человека TNFRSF10C.

## Функции
TNFRSF10C входит в многочисленное надсемейство рецепторов факторов некроза опухоли (TNFR). Является рецептором для лиганда цитотоксичности TRAIL. Не содержит домен смерти, поэтому не способен инициировать апоптоз, может защищать клетки от TRAIL-индуцированного апоптоза.

## Структура
Белок состоит из 259 аминокислоты, молекулярная масса — 27,4 кДа. После созревания и отщепления сигнального пептида остаётся 211 аминокислот. N-концевой внеклеточный домен содержит 3 повтора TNFR-Cys и 5 TAPE повторов. Кроме этого, домен содержит до 3 участков N-гликозилирования.

## Тканевая специфичность
Высокая экспрессия обнаружена в лейкоцитах периферической крови, селезёнке, скелетных мышцах, плаценте, лёгких и сердце.